# Дубока (притока Врбање)
Дубока је лијева притока Врбање, Босна и Херцеговина, Република Српска. Извире испод Међугорја (1.116 m) и села Бојићи (Скендер Вакуф), на надморској висини од око 1.030 м. Извире из снажног Гладног врела, а до ушћа прима воду бројних врела, потока и поточића, са обје стране. 
Подручје Међугорја (Равна гора, Равна планина, Паљике, Пауница и Борак) изузетно је богато изворима питке воде који у Дубоку отичу са обје обале.
Између локалитета Мекоте и Градине, Дубока улази у дубоки канјон (одакле потичу и њено име и назив села кроз које протиче). Дужина јој је око 8 km. Још током 1960-их, на овој ријеци било је пет воденица.
Кањон је на улазу на 941 м н/в, а испод планине Јежица (1276 m), тј. Кањона званог Стијена (1.200 м) дубина је 560 м. Ушће у Врбању је на великој кривини Врбање, између Грабовичке ријеке и узвисине Товарница („Велики самарић“, на надморској висини од 430 метара.
Током Рата у Босни 1992. – 1995, у кањону Дубоке заробљено је око 200 Бошњака, који су транспортовани у Основну школу у Грабовици, на ушћу Грабовичке ријеке, гдје им се губи сваки траг. И 2017. године евидентирају се као нестале особе.